# فرانسیس هایلند
فرانسیس هایلند (انگلیسی: Frances Hyland؛ زادهٔ ۱۹۰۳) فیلم‌نامه‌نویس اهل ایالات متحده آمریکا است.
از فیلم‌هایی که وی در آن‌ها نقش داشته‌است، می‌توان به فریادی در شب، ندای درون، مهمان سیزدهم، مزاحم و در کالیفرنیای قدیم اشاره نمود.